# 松平近時
松平 近時（まつだいら ちかとき）は、出雲広瀬藩の第2代藩主。直政系越前松平家広瀬藩分家2代。

## 経歴
初代藩主・松平近栄の長男。母は越前松平直良の娘・了達院。
元禄15年（1702年）3月23日、父の隠居により家督を継いだが、半年足らずの同年閏8月18日に江戸で死去した。享年44。家督は長男の近朝が継いだ。